# Asociación Japonesa de Innovación
Nippon Ishin no Kai (日本維新の会?) (en español: Iniciativas desde Japón) es un partido político de Japón formado en octubre de 2015 con el nombre Iniciativas desde Osaka (おおさか維新の会 Ōsaka ishin no kai?), por el gobernador de la prefectura de Osaka Ichiro Matsui y el entonces alcalde de la ciudad de Osaka Toru Hashimoto luego de que ellos y sus seguidores abandonaran el Partido de la Innovación.
El 23 de agosto de 2016, el partido votó por cambiar su nombre al actual, con el fin de expandir su visión política y no centrarse exclusivamente en Osaka.

## Elecciones generales

### Cámara de Representantes
|  | 6.07 % |

|  | 14 % |

|  | 9.36 % |